# Histopona conveniens
Histopona conveniens är en spindelart som först beskrevs av Kulczynski 1914.  Histopona conveniens ingår i släktet Histopona och familjen trattspindlar. Inga underarter finns listade i Catalogue of Life.